# سرخاب (شلال ودشتغل)
سرخاب (بالفارسية: سرخاب) هي منطقة سكنية تقع في إيران في قسم شلال ودشتغل الريفي.